# Johann Friedrich von Waldstein-Wartenberg
Johann Friedrich Paternus Graf von Waldstein und Wartenberg (* 21. August 1756 in Wien; † 15. April 1812) war von 1797 bis 1802 Salzburger Domdechant und von 1802 bis 1812 Bischof von Seckau.

## Biografie

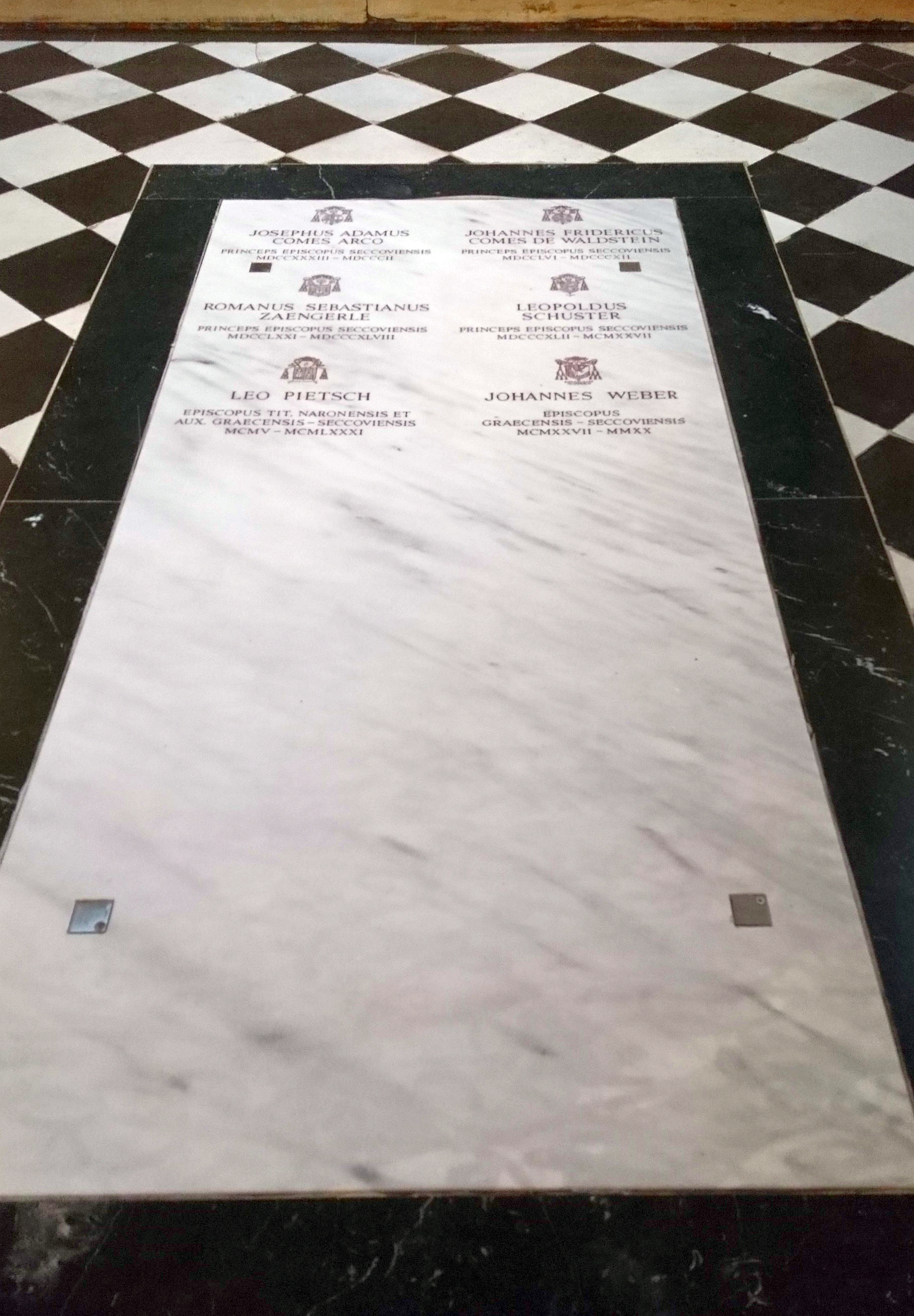
Dom, Graz – Bischofsgruft in der Kreuzkapelle, in der auch Johann Friedrich von Waldstein-Wartenberg bestattet ist

Johann Friedrich wurde 1756 in Wien als zweiter Sohn des damaligen kaiserlichen Kammerherrn Emanuel Philibert Johann Grafen von Waldstein und Wartenberg (1731–1775), nachmaligen kaiserlichen Kämmerers und Herrn zu Dux, und der Maria Anna Theresia Prinzessin von und zu Liechtenstein (1738–1814) geboren. Sein Großvater, Graf Franz Joseph (1709–1771), trat als Witwer in den Kapuzinerorden ein. Sein Urgroßonkel (1642–1694) Johann Friedrich Graf von Waldstein war Erzbischof von Prag gewesen.

### Domherr zu Salzburg
Johann Friedrich wurde am 25. März 1795 (?) zum Priester der Erzdiözese Salzburg geweiht. Er war Domherr zu Salzburg (aufgeschworen 1782) und Augsburg (Bayern). Am 20. November 1797 wurde er vom Domkapitel zum Domdechanten gewählt. 1800 bis 1802 war er Mitglied der vom nach Wien geflohenen Erzbischof Hieronymus von Colloredo hinterlassenen Statthalterschaft.

### Bischof von Seckau
Am 15. August 1802 weihte ihn Erzbischof Colloredo zum Bischof. Bis zu seinem Tod im Jahr 1812 war Graf Johann Friedrich als Johann VI. Fürstbischof von Seckau.